# UEFA 유로 1984 선수 명단
다음은 1984년 6월 12일부터 27일까지 프랑스에서 열린 1984년 유럽 선수권 대회에 참가한 국가들의 선수 명단이다. 이 대회에서 유럽 축구 연맹(UEFA)은 대회에 참가하는 선수단의 규모를 22명에서 20명으로 축소시켰다. 각국의 선수 연령은 대회 개막일인 1984년 6월 12일을 기준으로 되어 있다.

## 1조

### 덴마크
감독:  제프 피온테크
| 번호 | 포지션 | 선수               | 생년월일 (나이)        | 출전 | 소속          |
| ---- | ------ | ------------------ | ---------------------- | ---- | ------------- |
| 1    | GK     | 올레 키에르        | 1954년 8월 16일(29세)  | 26   | 에스비에르    |
| 2    | DF     | 올레 라스무센      | 1952년 3월 19일(32세)  | 38   | 헤르타 베를린 |
| 3    | DF     | 쇠렌 부스크        | 1953년 4월 10일(31세)  | 29   | 헨트          |
| 4    | DF     | 모르텐 올센 (주장) | 1949년 8월 14일(34세)  | 62   | 안데를레흐트  |
| 5    | DF     | 이반 닐센          | 1956년 10월 9일(27세)  | 16   | 페예노르트    |
| 6    | MF     | 쇠렌 레르뷔        | 1958년 2월 1일(26세)   | 37   | 바이에른 뮌헨 |
| 7    | MF     | 옌스 예른 베르텔센 | 1952년 2월 15일(32세)  | 44   | 세라잉        |
| 8    | MF     | 예스페르 올센      | 1961년 3월 20일(23세)  | 16   | 아약스        |
| 9    | MF     | 알란 시몬센        | 1952년 12월 15일(31세) | 46   | 바일레        |
| 10   | FW     | 프레벤 엘키에르    | 1957년 9월 11일(26세)  | 38   | 로케런        |
| 11   | FW     | 클라우스 베르그렌  | 1958년 2월 3일(26세)   | 14   | 피사          |
| 12   | MF     | 얀 묄뷔            | 1963년 7월 4일(20세)   | 8    | 아약스        |
| 13   | MF     | 욘 라우리센        | 1959년 4월 2일(25세)   | 15   | 에스파뇰      |
| 14   | FW     | 미샤엘 라우드루프  | 1964년 6월 15일(19세)  | 13   | 라치오        |
| 15   | MF     | 프랑크 아르네센    | 1956년 9월 30일(27세)  | 31   | 안데를레흐트  |
| 16   | GK     | 트로엘스 라스무센  | 1961년 4월 7일(23세)   | 7    | AGF           |
| 17   | FW     | 스텐 튀쇼센        | 1958년 9월 22일(25세)  | 1    | 바일레        |
| 18   | DF     | 욘 시베베크        | 1961년 10월 25일(22세) | 20   | 바일레        |
| 19   | FW     | 케네트 브륄레      | 1959년 5월 22일(25세)  | 8    | 안데를레흐트  |
| 20   | GK     | 올레 크비스트      | 1960년 2월 25일(24세)  | 25   | KB            |

### 벨기에
감독: 기 티
| 번호 | 포지션 | 선수                      | 생년월일 (나이)        | 출전 | 소속              |
| ---- | ------ | ------------------------- | ---------------------- | ---- | ----------------- |
| 1    | GK     | 장-마리 파프              | 1953년 12월 4일(30세)  | 41   | 바이에른 뮌헨     |
| 2    | DF     | 조르주 그륀               | 1962년 1월 25일(22세)  | 1    | 안데를레흐트      |
| 3    | DF     | 파울 람브리흐츠           | 1954년 10월 16일(29세) | 15   | 베베런-바스       |
| 4    | DF     | 레이 클레이스터르스       | 1956년 11월 6일(27세)  | 5    | 바터르스헤이 토르 |
| 5    | DF     | 미셸 드 올프              | 1958년 1월 19일(26세)  | 9    | 헨트              |
| 6    | MF     | 프랑키 베르코테랑         | 1956년 10월 28일(27세) | 35   | 안데를레흐트      |
| 7    | MF     | 레네 판더레이컨           | 1953년 7월 22일(30세)  | 37   | 안데를레흐트      |
| 8    | MF     | 니코 클레선               | 1962년 10월 1일(21세)  | 5    | 세라잉            |
| 9    | FW     | 에르빈 판던베르흐         | 1959년 1월 26일(25세)  | 30   | 안데를레흐트      |
| 10   | MF     | 뤼도 쿠크                 | 1955년 9월 26일(28세)  | 44   | 인테르나치오날레  |
| 11   | MF     | 얀 쾰레만스 (주장)        | 1957년 2월 28일(27세)  | 44   | 클뤼프 브뤼허     |
| 12   | GK     | 자키 뮈나롱               | 1956년 9월 8일(27세)   | 4    | 안데를레흐트      |
| 13   | DF     | 마르크 베커               | 1956년 7월 24일(27세)  | 15   | 베베런-바스       |
| 14   | MF     | 발터르 더 흐레이프        | 1957년 11월 13일(26세) | 2    | 안데를레흐트      |
| 15   | DF     | 레네 페르헤이언           | 1952년 3월 20일(32세)  | 23   | 클뤼프 브뤼허     |
| 16   | MF     | 엔초 시포                 | 1966년 2월 19일(18세)  | 2    | 안데를레흐트      |
| 17   | MF     | 에디 포르데커르스         | 1960년 2월 4일(24세)   | 15   | 바터르스헤이 토르 |
| 18   | FW     | 알렉상드르 체르니아틴스키 | 1960년 7월 28일(23세)  | 16   | 안데를레흐트      |
| 19   | MF     | 라이몬트 모먼스           | 1958년 12월 27일(25세) | 13   | 로케런            |
| 20   | GK     | 빔 더 코닝크              | 1959년 7월 23일(24세)  | 0    | 바레험            |

### 유고슬라비아
감독: 토도르 베셀리노비치
| 번호 | 포지션 | 선수                    | 생년월일 (나이)        | 출전 | 소속              |
| ---- | ------ | ----------------------- | ---------------------- | ---- | ----------------- |
| 1    | GK     | 조란 시모비치           | 1954년 11월 2일(29세)  | 8    | 하이두크 스플리트 |
| 2    | DF     | 네나드 스토이코비치     | 1957년 5월 26일(27세)  | 29   | 파르티잔          |
| 3    | DF     | 미르사드 발리치         | 1962년 3월 4일(22세)   | 8    | 젤레즈니차르      |
| 4    | DF     | 스레치코 카타네츠       | 1963년 7월 16일(20세)  | 13   | 올림피야 류블라나 |
| 5    | DF     | 벨리미르 자예츠 (주장)  | 1956년 2월 12일(28세)  | 28   | 디나모 자그레브   |
| 6    | DF     | 류보미르 라다노비치     | 1960년 7월 21일(23세)  | 15   | 파르티잔          |
| 7    | MF     | 밀로시 셰스티치         | 1956년 8월 8일(27세)   | 21   | 츠르베나 즈베즈다 |
| 8    | MF     | 이반 구델               | 1960년 9월 21일(23세)  | 17   | 하이두크 스플리트 |
| 9    | MF     | 사페트 수시치           | 1955년 4월 13일(29세)  | 32   | 파리 생-제르맹    |
| 10   | MF     | 메흐메드 바즈다레비치   | 1960년 9월 20일(23세)  | 13   | 젤레즈니차르      |
| 11   | FW     | 즐라트코 부요비치       | 1958년 8월 26일(25세)  | 35   | 하이두크 스플리트 |
| 12   | GK     | 토미슬라브 이브코비치   | 1960년 8월 11일(23세)  | 13   | 츠르베나 즈베즈다 |
| 13   | DF     | 파루크 하지베기치       | 1957년 10월 7일(26세)  | 9    | 사라예보          |
| 14   | DF     | 마르코 엘스네르         | 1960년 4월 11일(24세)  | 6    | 츠르베나 즈베즈다 |
| 15   | DF     | 브란코 밀류시           | 1961년 8월 17일(22세)  | 8    | 하이두크 스플리트 |
| 16   | MF     | 드라간 스토이코비치     | 1965년 3월 3일(19세)   | 12   | 라드니치키 니시   |
| 17   | FW     | 요시프 초프             | 1954년 10월 14일(29세) | 2    | 하이두크 스플리트 |
| 18   | FW     | 스체판 데베리치         | 1961년 8월 20일(22세)  | 9    | 디나모 자그레브   |
| 19   | FW     | 술레이만 할릴로비치     | 1955년 11월 14일(28세) | 10   | 디나모 빈코브치   |
| 20   | MF     | 보리슬라브 츠베트코비치 | 1962년 9월 30일(21세)  | 7    | 디나모 자그레브   |

### 프랑스
감독: 미셸 이달고
| 번호 | 포지션 | 선수                 | 생년월일 (나이)        | 출전 | 소속           |
| ---- | ------ | -------------------- | ---------------------- | ---- | -------------- |
| 1    | GK     | 조엘 바츠            | 1957년 1월 4일(27세)   | 7    | 오세르         |
| 2    | DF     | 마뉘엘 아모로스      | 1962년 2월 1일(22세)   | 21   | 모나코         |
| 3    | DF     | 장-프랑수아 도메르게 | 1957년 6월 23일(26세)  | 1    | 툴루즈         |
| 4    | DF     | 막심 보시            | 1955년 6월 26일(28세)  | 55   | 낭트           |
| 5    | DF     | 파트리크 바티스통    | 1957년 3월 12일(27세)  | 31   | 보르도         |
| 6    | MF     | 루이스 페르난데스    | 1959년 10월 2일(24세)  | 12   | 파리 생-제르맹 |
| 7    | MF     | 장-마르크 페레리     | 1962년 12월 26일(21세) | 9    | 오세르         |
| 8    | MF     | 다니엘 브라보        | 1963년 2월 9일(21세)   | 8    | 모나코         |
| 9    | MF     | 베르나르 장기니      | 1958년 1월 18일(26세)  | 22   | 모나코         |
| 10   | MF     | 미셸 플라티니 (주장) | 1955년 6월 21일(28세)  | 48   | 유벤투스       |
| 11   | MF     | 브뤼노 베욘          | 1962년 3월 14일(22세)  | 14   | 모나코         |
| 12   | MF     | 알랭 지레스          | 1952년 8월 2일(31세)   | 28   | 보르도         |
| 13   | MF     | 디디에 시스          | 1954년 8월 21일(29세)  | 49   | 뮐루즈         |
| 14   | MF     | 장 티가나            | 1955년 6월 23일(28세)  | 28   | 보르도         |
| 15   | DF     | 이봉 르 루           | 1960년 4월 19일(24세)  | 9    | 모나코         |
| 16   | FW     | 도미니크 로슈토      | 1955년 1월 14일(29세)  | 37   | 파리 생-제르맹 |
| 17   | FW     | 베르나르 라콩브      | 1952년 8월 15일(31세)  | 34   | 보르도         |
| 18   | DF     | 티에리 튀소          | 1958년 1월 19일(26세)  | 10   | 보르도         |
| 19   | GK     | 필리프 베르제로      | 1954년 1월 13일(30세)  | 3    | 툴루즈         |
| 20   | GK     | 알베르 뤼스          | 1953년 10월 10일(30세) | 0    | 소쇼           |

## 2조

### 루마니아
감독: 미르체아 루체스쿠
| 번호 | 포지션 | 선수                         | 생년월일 (나이)        | 출전 | 소속                        |
| ---- | ------ | ---------------------------- | ---------------------- | ---- | --------------------------- |
| 1    | GK     | 실비우 룬그                  | 1956년 9월 9일(27세)   | 19   | 우니베르시타테아 크라이오바 |
| 2    | DF     | 미르체아 레드니크            | 1962년 4월 9일(22세)   | 30   | 디나모 부쿠레슈티           |
| 3    | DF     | 코스티커 슈테퍼네스쿠 (주장) | 1951년 3월 26일(33세)  | 53   | 우니베르시타테아 크라이오바 |
| 4    | DF     | 니콜라에 운구레아누          | 1956년 11월 11일(27세) | 25   | 우니베르시타테아 크라이오바 |
| 5    | MF     | 아우렐 치클레아누            | 1959년 1월 20일(25세)  | 38   | 우니베르시타테아 크라이오바 |
| 6    | DF     | 지노 이오르굴레스쿠          | 1956년 5월 15일(28세)  | 34   | 스포르툴 스투덴체스크       |
| 7    | FW     | 마르첼 코라슈                | 1959년 5월 14일(25세)  | 15   | 스포르툴 스투덴체스크       |
| 8    | DF     | 미카엘 클레인                | 1959년 10월 10일(24세) | 32   | 코르비눌 후네도아라         |
| 9    | FW     | 로디온 커머타루              | 1958년 6월 22일(25세)  | 38   | 우니베르시타테아 크라이오바 |
| 10   | MF     | 라슬로 뵐뢰니                | 1953년 3월 11일(31세)  | 71   | 트르구 무레슈               |
| 11   | MF     | 게오르게 하지                | 1965년 2월 5일(19세)   | 11   | 스포르툴 스투덴체스크       |
| 12   | GK     | 두미트루 모라루              | 1956년 5월 8일(28세)   | 28   | 디나모 부쿠레슈티           |
| 13   | DF     | 이오안 안도네                | 1960년 3월 15일(24세)  | 22   | 디나모 부쿠레슈티           |
| 14   | MF     | 미르체아 이리메스쿠          | 1959년 5월 13일(25세)  | 5    | 우니베르시타테아 크라이오바 |
| 15   | MF     | 마린 드라그네아              | 1956년 1월 1일(28세)   | 1    | 디나모 부쿠레슈티           |
| 16   | DF     | 니콜라에 네그릴러            | 1954년 7월 23일(29세)  | 19   | 우니베르시타테아 크라이오바 |
| 17   | FW     | 이온 아드리안 자레           | 1959년 5월 11일(25세)  | 2    | 비호르 오라데아             |
| 18   | MF     | 이오넬 아우구스틴            | 1955년 10월 11일(28세) | 30   | 디나모 부쿠레슈티           |
| 19   | FW     | 로물루스 가보르              | 1961년 10월 14일(22세) | 28   | 코르비눌 후네도아라         |
| 20   | GK     | 바실레 이오르다케            | 1950년 10월 9일(33세)  | 19   | 스테아우아 부쿠레슈티       |

### 서독
감독: 유프 데어발
| 번호 | 포지션 | 선수                        | 생년월일 (나이)        | 출전 | 소속                      |
| ---- | ------ | --------------------------- | ---------------------- | ---- | ------------------------- |
| 1    | GK     | 하랄트 슈마허               | 1954년 3월 6일(30세)   | 48   | 쾰른                      |
| 2    | DF     | 한스-페터 브리겔            | 1955년 10월 11일(28세) | 50   | 카이저슬라우테른          |
| 3    | DF     | 게르하르트 슈트라크         | 1955년 9월 1일(28세)   | 10   | 쾰른                      |
| 4    | DF     | 카를하인츠 푀르슈터         | 1958년 7월 25일(25세)  | 58   | 슈투트가르트              |
| 5    | DF     | 베른트 푀르슈터             | 1956년 5월 3일(28세)   | 30   | 슈투트가르트              |
| 6    | MF     | 볼프강 롤프                 | 1959년 12월 26일(24세) | 10   | 함부르크                  |
| 7    | DF     | 안드레아스 브레메           | 1960년 11월 9일(23세)  | 5    | 카이저슬라우테른          |
| 8    | FW     | 클라우스 알로프스           | 1956년 12월 5일(27세)  | 29   | 쾰른                      |
| 9    | FW     | 루디 푈러                   | 1960년 4월 13일(24세)  | 15   | 베르더 브레멘             |
| 10   | MF     | 노르베르트 마이어           | 1958년 9월 20일(25세)  | 12   | 베르더 브레멘             |
| 11   | FW     | 카를-하인츠 루메니게 (주장) | 1955년 9월 25일(28세)  | 75   | 바이에른 뮌헨             |
| 12   | GK     | 디터 부르덴스키             | 1950년 11월 26일(33세) | 12   | 베르더 브레멘             |
| 13   | MF     | 로타어 마테우스             | 1961년 3월 21일(23세)  | 23   | 묀헨글라트바흐            |
| 14   | MF     | 랄프 팔켄마이어             | 1963년 2월 11일(21세)  | 0    | 아인트라흐트 프랑크푸르트 |
| 15   | DF     | 울리 슈틸리케               | 1954년 11월 15일(29세) | 38   | 레알 마드리드             |
| 16   | MF     | 한스-귄터 브룬스            | 1954년 11월 15일(29세) | 3    | 묀헨글라트바흐            |
| 17   | MF     | 피에르 리트바르스키         | 1960년 4월 16일(24세)  | 26   | 쾰른                      |
| 18   | DF     | 기도 부흐발트               | 1961년 1월 24일(23세)  | 1    | 슈투트가르트              |
| 19   | MF     | 루돌프 보머                 | 1957년 8월 19일(26세)  | 4    | 뒤셀도르프                |
| 20   | GK     | 헬무트 롤레더               | 1953년 10월 9일(30세)  | 1    | 슈투트가르트              |

### 스페인
감독: 미겔 무뇨스
| 번호 | 포지션 | 선수                     | 생년월일 (나이)        | 출전 | 소속            |
| ---- | ------ | ------------------------ | ---------------------- | ---- | --------------- |
| 1    | GK     | 루이스 아르코나다 (주장) | 1954년 6월 26일(29세)  | 57   | 레알 소시에다드 |
| 2    | DF     | 산티아고 우르키아가      | 1958년 4월 18일(26세)  | 9    | 아틀레틱 빌바오 |
| 3    | DF     | 호세 안토니오 카마초     | 1955년 6월 8일(29세)   | 48   | 레알 마드리드   |
| 4    | DF     | 안토니오 마세다          | 1957년 6월 16일(26세)  | 18   | 스포르팅 히혼   |
| 5    | DF     | 안도니 고이코에체아      | 1956년 5월 23일(28세)  | 12   | 아틀레틱 빌바오 |
| 6    | DF     | 라파엘 고르디요          | 1957년 2월 24일(27세)  | 49   | 베티스          |
| 7    | MF     | 후안 세뇨르              | 1958년 8월 26일(25세)  | 15   | 사라고사        |
| 8    | MF     | 빅토르                   | 1957년 3월 15일(27세)  | 20   | 바르셀로나      |
| 9    | FW     | 산티야나                 | 1952년 8월 23일(31세)  | 48   | 레알 마드리드   |
| 10   | MF     | 리카르도 가예고          | 1959년 2월 8일(25세)   | 12   | 레알 마드리드   |
| 11   | FW     | 프란시스코 호세 카라스코 | 1959년 3월 6일(25세)   | 21   | 바르셀로나      |
| 12   | DF     | 살바                     | 1961년 3월 4일(23세)   | 3    | 사라고사        |
| 13   | GK     | 프란시스코 부요          | 1958년 1월 13일(26세)  | 2    | 세비야          |
| 14   | DF     | 훌리오 알베르토          | 1958년 10월 7일(25세)  | 5    | 바르셀로나      |
| 15   | MF     | 로베르토                 | 1962년 7월 5일(21세)   | 2    | 발렌시아        |
| 16   | MF     | 프란시스코               | 1962년 11월 1일(21세)  | 5    | 세비야          |
| 17   | FW     | 마르코스 알론소          | 1959년 10월 1일(24세)  | 19   | 바르셀로나      |
| 18   | FW     | 에밀리오 부트라게뇨      | 1963년 7월 22일(20세)  | 0    | 레알 마드리드   |
| 19   | FW     | 마누엘 사라비아          | 1957년 1월 9일(27세)   | 8    | 아틀레틱 빌바오 |
| 20   | FW     | 안도니 수비사레타        | 1961년 10월 23일(22세) | 0    | 아틀레틱 빌바오 |

### 포르투갈
감독: 페르난두 카브리타
| 번호 | 포지션 | 선수                     | 생년월일 (나이)        | 출전 | 소속            |
| ---- | ------ | ------------------------ | ---------------------- | ---- | --------------- |
| 1    | GK     | 마누엘 벤투 (주장)       | 1948년 6월 25일(35세)  | 46   | 벤피카          |
| 2    | FW     | 네네                     | 1949년 11월 20일(34세) | 63   | 벤피카          |
| 3    | FW     | 후이 주르당              | 1952년 8월 9일(31세)   | 33   | 스포르팅 리스본 |
| 4    | MF     | 페르난두 샬라나          | 1959년 2월 10일(25세)  | 22   | 벤피카          |
| 5    | MF     | 베르멜리뉴               | 1959년 3월 9일(25세)   | 1    | 포르투          |
| 6    | FW     | 페르난두 고메스          | 1956년 11월 22일(27세) | 25   | 포르투          |
| 7    | MF     | 카를루스 마누엘          | 1958년 1월 15일(26세)  | 24   | 벤피카          |
| 8    | DF     | 안토니우 벨로주          | 1957년 1월 31일(27세)  | 4    | 벤피카          |
| 9    | DF     | 주앙 핀투                | 1961년 11월 21일(22세) | 7    | 포르투          |
| 10   | DF     | 안토니우 리마 페헤이라   | 1952년 2월 1일(32세)   | 10   | 포르투          |
| 11   | DF     | 에우리쿠 고메스          | 1955년 9월 29일(28세)  | 27   | 포르투          |
| 12   | GK     | 조르즈 마르팅스          | 1954년 8월 12일(29세)  | 0    | 비토리아 세투발 |
| 13   | MF     | 안토니우 소자            | 1957년 4월 28일(27세)  | 8    | 포르투          |
| 14   | MF     | 안토니우 프라스쿠        | 1955년 1월 16일(29세)  | 9    | 포르투          |
| 15   | MF     | 자이므 파셰쿠            | 1958년 7월 22일(25세)  | 9    | 포르투          |
| 16   | MF     | 안토니우 바스투스 로페스 | 1953년 12월 19일(30세) | 9    | 벤피카          |
| 17   | DF     | 알바루                   | 1961년 1월 3일(23세)   | 5    | 벤피카          |
| 18   | DF     | 에두아르두 루이스        | 1955년 12월 6일(28세)  | 2    | 포르투          |
| 19   | FW     | 디아만티누 미란다        | 1959년 8월 3일(24세)   | 5    | 벤피카          |
| 20   | GK     | 비투르 다마스            | 1947년 10월 8일(36세)  | 4    | 포르티모넨스    |